# Gui de Château-Porcien
Gui de Château-Porcien (ou Jacques de Castel, ou Gui du Chastel), né à une date inconnue et mort le 5 avril 1250 en Égypte, à proximité de Massoure, est un évêque du diocèse de Soissons. 

## Biographie
On ignore la date de naissance de Gui de Château-Porcien. Issue de la maison de Grandpré, il est le fils de Raoul de Grandpré, comte de Porcien, et d'Agnès de Bazoches, sœur de Jacques de Bazoches, évêque de Soissons.
Le doyenné de l’église de Laon lui fut donné en 1233, mais il ne le garda qu'un an.
Dans cette période où le népotisme avait un sens, il fut élu au siège épiscopal de Soissons en décembre 1245.
En 1246, il unit à la cour épiscopale le tribunal de l’officialité.
Il suit Louis IX en croisade. En 1250, la situation des Français tourne mal, la croisade est un échec militaire. À l'issue de la bataille de Massoure, Gui, au déshonneur, préféra la mort ; il aspira au martyre et choisit le suicide : 
« Lorsqu'après les suites funestes de cette expédition, saint Louis résolut, le 5 avril de cette année, de reprendre le chemin de Damiette avec les pitoyables restes d'une armée qui achevait de s'anéantir, Gui, n'envisageant dans cette retraite rien qui ne lui parût pire que la mort, aima mieux s'y livrer volontairement en se jetant au milieu des infidèles.» »

« Il y avait dans l'armée, dit Joinville, un très vaillant homme nommé monseigneur Jacques de Castel, évêque de Soissons. Quand il vit que nos gens s'en revenaient vers Damiette, lui, qui avait grand désir d'aller à Dieu, ne voulut pas revenir vers la terre où il était né; il piqua des éperons et s'attaqua tout seul aux Turcs qui de leurs épées le tuèrent et le mirent dans la compagnie de Dieu, au nombre des martyrs. »

### Parenté
Il est le cousin de Nivelon de Bazoches qui lui succédera sur le siège épiscopal.

### Armoiries
De gueules à 3 pals de vair, au chef d'or, chargé de 3 coquilles de gueules, et au-dessus d'un lambel de 4 pendants.